# Arheološko najdišče Rifnik
Arheološko najdišče Rifnik obsega hrib Rifnik, ki se nahaja južno od Šentjurja. Naselbina na vrhu hriba izvira iz prazgodovine in pozne antike, ob vznožju pa je zgodnjeantični naselbinski prostor. Na najvišji točki se nahajajo ostanki templja lokalnega božanstva reke Voglajne, Akvona.

## Opis
Prve znake poselitve Rifnika so arheologi našli v najgloblji plasti pod ostanki naselja iz starejše železne dobe. V naselbinski jami s konca mlajše kamene dobe so našli več različnih keramičnih fragmentov značilnih oblik in okrasa, ki datirajo v konec 4. tisočletja pr. n .š..

Naselbina iz pozne bronaste in starejše železne dobe je obsegala celoten zgornji plato hriba in položne terase pod njim, v njej pa so bile različno velike koče, ki imajo značilne pravokotne kamnite temelje. V ostankih temeljev ni nejti sledi malte. Na temeljih je bila postavljena osnovna lesena konstrukcija, prepletena s protjem, zamazana z glino in pobeljena z apnom. Strehe so bile najverjetneje dvokapne, krite pa so bile verjetno s slamo ali celo s skodlami. Tla so bila večinoma iz steptane gline. Manjše koče so bile enoprostorne, večje pa so imele dva ali tri manjše prostore. V enem od njih je bila običajno kuhinja s sredinskim ognjiščem. Ob ognjiščih so našli prenosna mala ognjišča in številne ostanke keramične posode. Prebivalci so se v tem obdobju ukvarjali z lovom, ribolovom, živinorejo, poljedelstvom in predelavo kovin.
Kraj je bil poseljen tudi v 1. stoletju, v 2. stoletju pa je bil na najvišji točki zgrajen tempelj lokalnega božanstva reke Voglajne, Akvona.
V pozni antiki, v 5. in 6. stoletju, je na hribu stala utrjena naselbina, ki je obsegala vrh hriba in del južnega pobočja. Južni in zahodni pristop k naselbini je varovalo meter debelo obzidje, okrepljeno z obrambnimi stolpi z vhodnimi vrati na zahodni strani. S severne in vzhodne strani dostop v naselbino zaradi strmih skalnih sten ni bil mogoč, zato tudi ni bil dodatno zaščiten. Na najvišji točki hriba so ostanki zgodnjekrščanske cerkve s preprosto pravokotno zasnovo, ki je bila najverjetneje zgrajena na začetku 6. stoletja. Sredi istega stoletja so k cerkvi prizidali še narteks, stranski prostor s krstilnico in manjši stanovanjski del. V narteksu so arheologi odkrili sarkofag z okostjema starejše ženske in mlajšega moškega.
Doslej so bili raziskani ostanki osmih stanovanjskih hiš. Večina jih je bila razporejena po južnih terasah pod cerkvijo, dve pa sta bili prislonjeni na obzidje. Na južnem pobočju pod naselbino je bilo odkrito tudi grobišče.
Na skrajnem zahodnem robu zgornjega platoja, nekoliko oddaljena od osrednje cerkve, je bila odkrita še ena, precej manjša cerkev, ki je najbrž služila verski ločini arijancev. Gre za ločino, ki so ji med drugimi pripadali Vzhodni Goti in Langobardi, kar daje slutiti, da je v nekem obdobju na hribu verjetno prebivala tudi manjša langobardska posadka. Leta 489 je namreč vzhodnogotski kralj Teoderik Veliki premagal Odoakerja, s čimer je bil del današnjega slovenskega ozemlja vključen v vzhodnogotsko državo. Po kratkotrajni oblasti Bizanca so se na to področje priselili Langobardi, ki so ostali tu do odhoda v Italijo, leta 568.

## Arheološki park
Danes je na območju nekdanje naselbine urejen arheološki park, v katerem so raziskani objekti predstavljeni v tlorisih. V vodnem zbiralniku, ki je nekoč stal na terasi pod cerkvijo, in je danes prekrit z leseno streho, je urejen manjši lapidarij. Arheološki park je za obiskovalce odprt vse leto, v njem pa si je mogoče ogledati temelje obeh cerkva, sedmih hiš in obzidja s stražarnicami.